# 蔡昌達
蔡昌達（1970年5月29日—），台灣政治人物，民主進步黨籍，曾任高雄市第11選區（大寮區、林園區）議員，高雄市議會第1、2屆副議長。

## 市議員生涯
- 首屆高雄縣市合併改制後的副議長選舉過程激烈，民進黨議員蔡昌達與國民黨高雄縣副議長陸淑美對拚，第1輪2人皆為33票，經第2輪投票也平手，最後經抽籤，結果由蔡昌達當選副議長，擊敗尋求連任的陸淑美。[1]
- 合併改制後第2屆高雄市議員綠營囊括過半席次，高雄市正副議長選舉結果，民進黨大勝，康裕成以39票當選第2屆議長，副議長選舉部分，則由現任的副議長蔡昌達以38票蟬聯。[2]
- 2018年因「韓」流強勁，大環境對民進黨極為不利，終以副議長之姿挑戰四連霸失利，意外成為落選頭，選後接任陽明集團所屬的國際物流股份公司董事長。
- 2022年爭取民進黨高雄市議員第十一選區（大寮、林園）民調初選，於2022年4月16日公布結果，邁盟新人洪村銘拿下32.29%與現任市議員韓賜村拿下30.31%獲得提名，蔡昌達以前副議長之姿奪下27.85%，落居第三，因1名婦女保障名額未獲提名，捲土重來卻於初選黯然落敗。最終民調第一與第二的洪村銘及韓賜村均落敗，僅民調最後的李雨庭逆襲成功，攻下泛綠在該選區的唯一席次。

## 教育
- 翁園國小
- 國中
- 樂育高中
- 和春技術學院企管系
- 國立中山大學公共政策碩士學位[3]